# Carpostalagma viridis
Carpostalagma viridis là một loài bướm đêm thuộc phân họ Arctiinae, họ Erebidae.